# 오노레 가브리엘 리케티 드 미라보
미라보 백작 오노레 가브리엘 리케티(프랑스어: Honoré Gabriel Riqueti, Comte de Mirabeau, 1749년 3월 9일 ~ 1791년 4월 2일)는 프랑스의 정치가, 사상가이다.

## 생애
미라보 후작의 아들로 방탕한 젊은 시절을 보냈으나, 계몽주의 사상에 감화되어 학자, 문필가로서 명성을 떨쳤다. 1789년 프랑스 혁명이 일어나자, 제3신분인 평민의 대표로 국민의회에 나가 그 성립에 전력하였다. 박식하고 능란한 웅변으로 삼부회의 지도적 인물로 활약, 영국식 입헌 정치를 목표로 자유주의 귀족과 부르주아지를 대표하였다. 1791년 국민의회 의장이 되어, 민권의 신장과 왕권의 존립을 조화시키려고 노력하였으나, 왕궁에 매수되었음이 밝혀져 반역자로 낙인찍혔다. 무절제한 방탕한 생활로 건강이 악화되어 42세 되던 1791년 3월에 갑자기 사망하였다.

## 저서
- 《전제 군주론》
- 《프로이센 왕국》